# Clara Queiroz
Clara Queiroz (Amadora,1933), é uma geneticista e escritora portuguesa, condecorada pelo Estado Português com a Ordem da Liberdade.

## Biografia
Maria Clara de Almeida de Barros Queiroz nasceu na Amadora em 1933, aos oito meses muda-se com os pais para Lisboa.
Estudou Ciência Pedagógicas na Faculdade de Letras da Universidade de Lisboa e após ter terminado o curso, inscreveu-se no de biologia da Faculdade de Ciências da mesma universidade. Envolve-se fortemente na associação de estudantes e no primeiro ano apenas faz duas disciplinas. Volta a inscrever-se mas acaba por abandonar o curso.
Conhece o açoriano Bruno da Ponte com quem casa, com quem irá para a Ilha de São Miguel, por este aí ter sido colocado para fazer a tropa. Regressa grávida do primeiro filho e vai dar aulas numa escola para crianças com problemas comportamentais. Após ter o seu segundo filho resolve voltar a estudar biologia e dedica-se ao estudo da genética. Descobre que a Escola de Medicina Veterinária tinha um laboratório de genética financiado pela Fundação Calouste Gulbenkian e consegue que o professor José Manuel Rosado aceite que ela trabalhe lá. Após dois anos sem receber a fundação atribui-lhe um subsidio.
Concorre para o cargo de assistente na Faculdade de Ciências, consegue o lugar e começa a dar aulas. Em Maio de 1966, ao fim de alguns meses sem assinar contrato é obrigada a abandonar o cargo por ter uma má informação da PIDE.
Ganha uma bolsa da Gulbekian e ai estudar na Universidade de Edimburgo, onde faz o doutoramento em genética. Leva consigo os filhos enquanto que o marido fica em Portugal a gerir a editora Minotauro que será fechada pela PIDE por razões politicas em 1967. Após o encerramento da editora junta-se a ela e aos filhos em Edimburgo.
Lá Clara e o marido envolvem-se na politica e tornam-se nos representantes da CFMAG (Committee for Freedom in Mozambique, Angola and Guinea) na Escócia. Participa numa manifestação que pede a libertação das colónias portuguesas e o fim da ditatura portuguesa, é lhe tirada uma  fotografia que é publicada pela imprensa, isto faz com que deixe de ser possivel voltar a Portugal.
Regressa a Portugal após o 25 de Abril, em 1975, sendo nesse ano reintegrada na Faculdade de Ciências da Universidade de Lisboa. Aqui funda, em 1977, a Secção de Genética e Dinâmica de Populações e a coordenação do Centro de Genética e Biologia Molecular da Universidade de Lisboa, entre 1994 e 1999.
Reforma-se como professora catedrática em 2000 e muda-se em definitivo para a Ilha de São Miguel, Açores, juntamente com o marido, Bruno da Ponte.

## Prémios e reconhecimento
Em 2004, o Estado Português condecorou-a com o Grau de Comendadora da Ordem da Liberdade.
É homenageada em Ponta Delgada, na primeira edição da Mostra de Cinema Imprópria, na qual também foram homenageadas a realizadora Raquel Freire e Clarisse Canha da UMAR (União de Mulheres Alternativa e Resposta).
Foi uma das mulheres entrevistadas e retratadas na série documental Histórias das Mulheres do meu País, realizada por Raquel Freire e emitida pela RTP em 2021.

## Obras seleccionadas
Escreveu os livros:
- 2008 - Se Não Puder Dançar Esta Não é a Minha Revolução, Aspectos da vida de Emma Goldman, editora  Assírio & Alvim, ISBN: 978-972-37-1312-1

- 2014 - Quem tem medo de Frankenstein?, uma viagem ao mundo de Mary Shelley, Editora Guerra & Paz, ISBN: 9789897020995

É também autora de vários cientificos na área da genética e de capítulos de livros.

## Ligações Externas
- Centro de Documentação e Arquivo Feminista Elina Guimarães| Memória e Feminismos III: Clara Queiroz